# Cayo Cantiles
Cayo Cantiles är en ö i Kuba.   Den ligger i provinsen Isla de la Juventud, i den västra delen av landet, 170 km söder om huvudstaden Havanna. Arean är 44 kvadratkilometer.
Terrängen på Cayo Cantiles är mycket platt. Öns högsta punkt är 17 meter över havet. Den sträcker sig 10,1 kilometer i nord-sydlig riktning, och 18,9 kilometer i öst-västlig riktning.